# Sympycnus fortunatus
Sympycnus fortunatus är en tvåvingeart som först beskrevs av Wheeler 1899.  Sympycnus fortunatus ingår i släktet Sympycnus och familjen styltflugor. Inga underarter finns listade i Catalogue of Life.